# Bawernica
Bawernica est une localité polonaise de la gmina rurale de Parchowo située dans le powiat de Bytów en voïvodie de Poméranie. Elle se trouve à environ 14 km au nord-est de Bytów et 66 km à l'ouest de la capitale régionale Gdańsk.

## Géographie

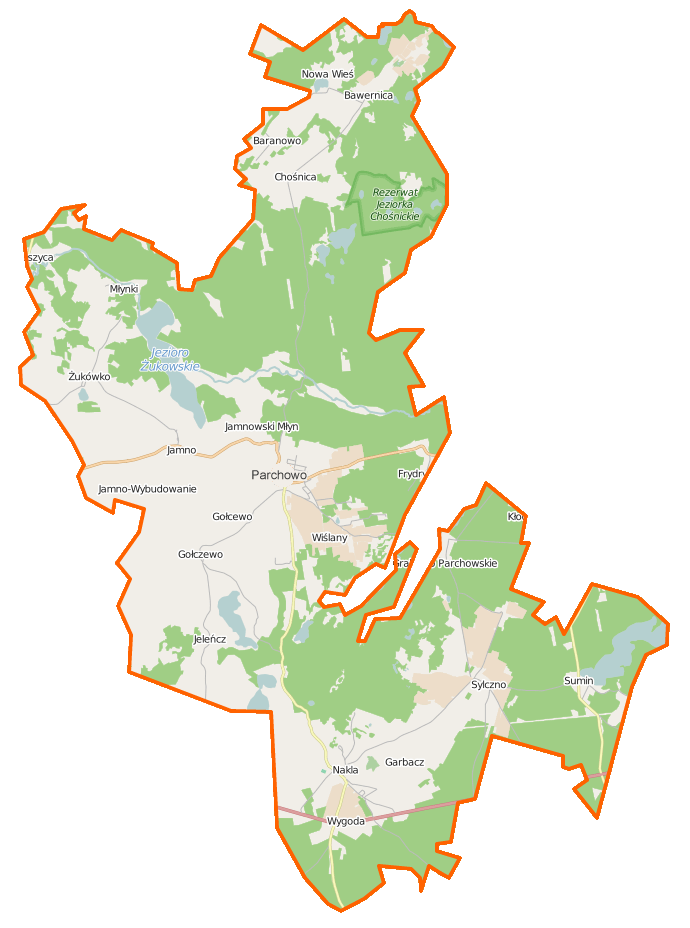
Carte de la gmina de Parchowo.